# Carl von Gerber
Carl von Gerber, född 23 augusti 1931 i Västervik, död 8 september 2013 i Stockholm, var en svensk kanotist. Han tävlade för Stockholms KK och Brunnsvikens KK.
von Gerber tog brons tillsammans med Henri Lindelöf, Sven-Olov Sjödelius och Gert Fredriksson i grenen K-1 4 x 500 m vid Sprintvärldsmästerskapen i kanotsport 1958.
von Gerber tävlade för Sverige vid olympiska sommarspelen 1960 i Rom, där han var en del av Sveriges lag som blev utslaget i semifinalen på herrarnas K-1 4 x 500 meter stafett. Övriga i laget var Åke Nilsson, Gert Fredriksson och Sven-Olov Sjödelius. Vid olympiska sommarspelen 1964 i Tokyo slutade von Gerber (tillsammans med Rolf Peterson, Sven-Olov Sjödelius och Gunnar Utterberg) på femte plats i herrarnas K-4 1000 meter.